# Vicq (Noorderdepartement)
Vicq is een gemeente in het Franse Noorderdepartement (Frans: département du Nord) (regio Hauts-de-France). De gemeente telde op 1 januari 2022 1.472 inwoners en maakt deel uit van het arrondissement Valenciennes.

## Geschiedenis
Op de 18de-eeuwse Cassinikaart is de plaats weergeven als Wic, nabij de weg van Condé naar Le Quesnoy.

## Geografie
De oppervlakte van Vicq bedroeg op 1 januari 2022 3,92 vierkante kilometer; de bevolkingsdichtheid was toen 375,5 inwoners per km².

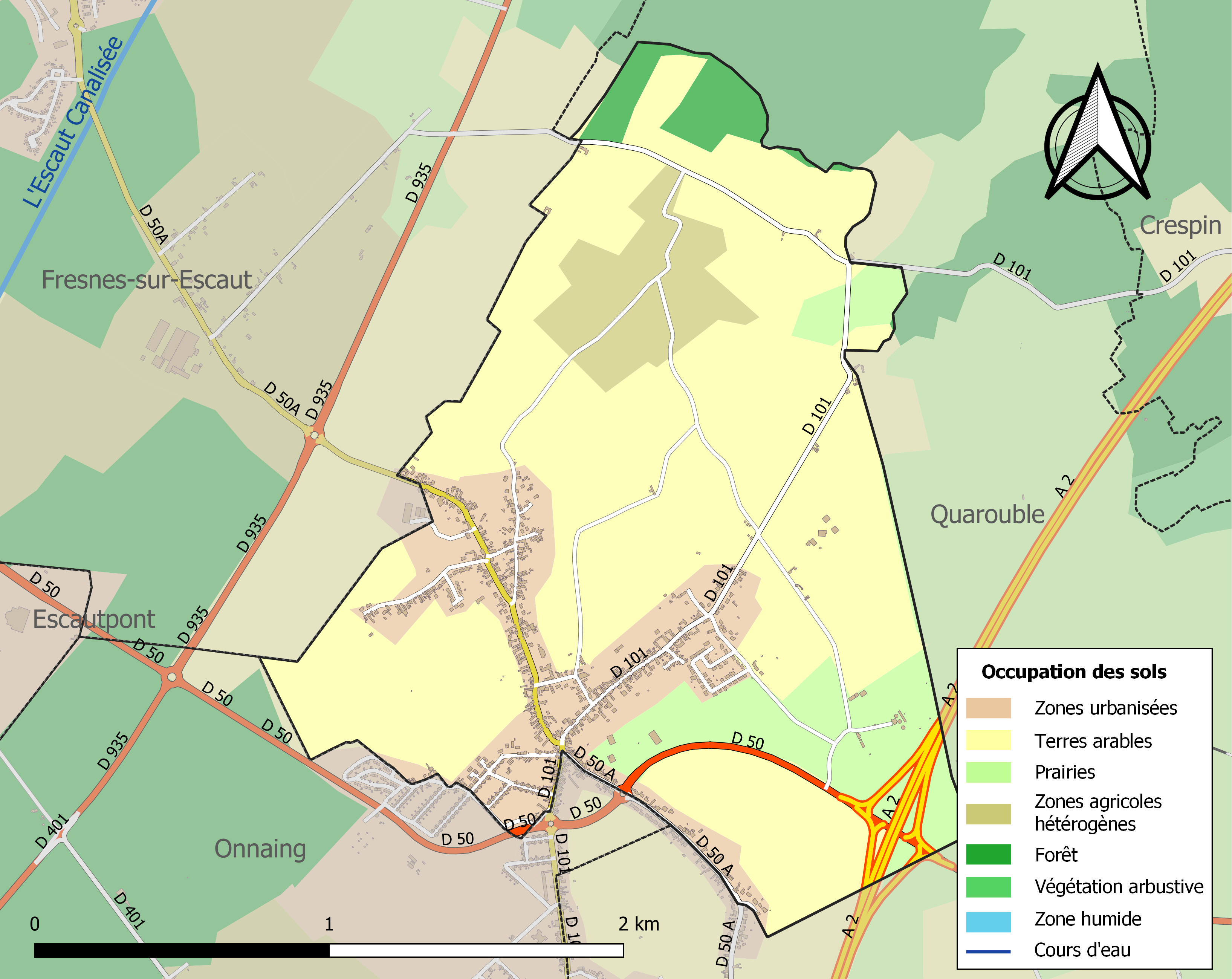
Kaart van de gemeente met belangrijkste infrastructuur, bodemgebruik en omliggende gemeenten

## Bezienswaardigheden

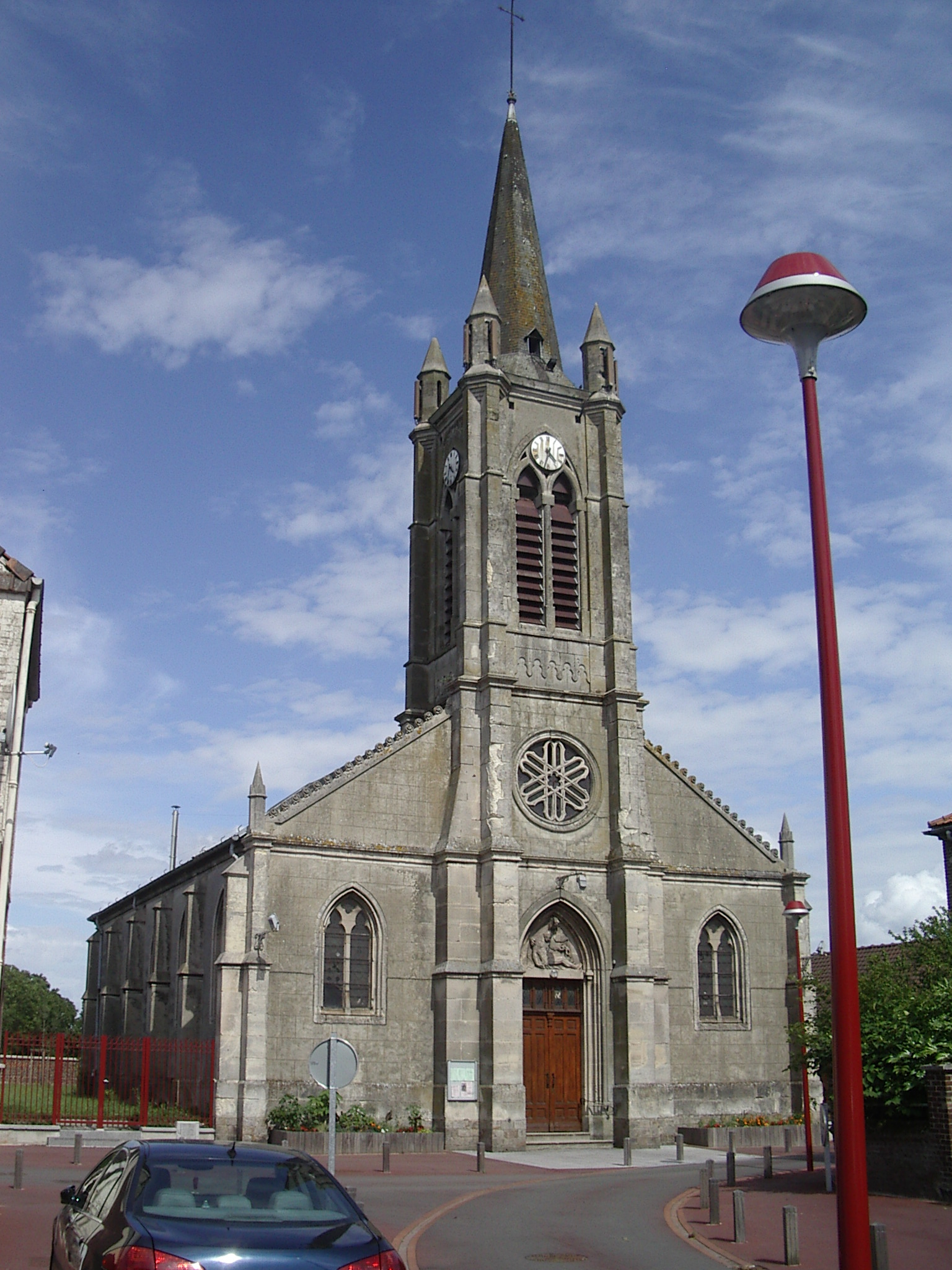
Église Saint-Nicolas

- De Sint-Niklaaskerk (Église Saint-Nicolas) is een neogotisch kerkgebouw van 1863-1865.
- Op de gemeentelijke begraafplaats van Vicq bevinden zich vijf Britse oorlogsgraven uit de Eerste Wereldoorlog.
- De Sint-Rochuskapel is een achthoekig neogotisch kapelletje uit de 19e eeuw.

## Natuur en landschap
De hoogte aan de kerk bedraagt 22 meter.

## Demografie
Onderstaande figuur toont het verloop van het inwonertal (bron: INSEE-tellingen).

## Verkeer en vervoer
Door het zuidoosten van de gemeente loopt de snelweg A2/E19, die er een op- en afrit heeft.

## Nabijgelegen kernen
Fresnes-sur-Escaut, Escautpont, Onnaing, Crespin, Quiévrechain